# فرديناند ليون
فرديناند ليون هو كاتب وصحفي سويسري، ولد في 11 يونيو 1883 في ألزاس في فرنسا، وتوفي في 21 يناير 1968 في كيلكبيرغ في سويسرا.

## وصلات خارجية
- فرديناند ليون على موقع IMDb (الإنجليزية)
- فرديناند ليون على موقع مونزينجر (الألمانية)
- فرديناند ليون على موقع ميوزك برينز (الإنجليزية)
- فرديناند ليون على موقع قاعدة بيانات الفيلم (الإنجليزية)